# 팔각수
수학에서 팔각수(八角數, 영어: octagonal number)는 팔각형을 사용하여 정의되는 다각수다.

## 정의
음이 아닌 정수 {\displaystyle n}에 대하여, {\displaystyle n}번째 팔각수 {\displaystyle \operatorname {Oct} (n)}는 다음과 같이 정의된다.
{\displaystyle n^{2}+4\sum _{k=1}^{n-1}k=3n^{2}-2n=n(3n-2)}
1000보다 작은 팔각수는 다음과 같다.
0, 1, 8, 21, 40, 65, 96, 133, 176, 225, 280, 341, 408, 481, 560, 645, 736, 833, 936, … (OEIS의 수열 A000567)

## 같이 보기
- 삼각수
- 정사각수
- 오각수